# VI milenio
El VI milenio comprende el periodo de tiempo entre el 1 de enero de 5001 y el 31 de diciembre de 6000, ambos inclusive.

## Ciencia ficción
- En el cómic La trampa diabólica , el protagonista Phillip Mortimer llega al año 5060, en el que el mundo está gobernado por los chinos "según el modelo del hormiguero".

- Según la vidente Baba Vanga el mundo se acabara en el año 5079.
- En la serie británica Doctor Who, el noveno doctor va al VI milenio con su compañera Rose Tyler para ver cómo el sol se entra en fase de gigante roja y devora Mercurio, Venus, la Tierra y una gran parte de Marte
- Ocurren los sucesos del manga y anime Dr. Stone. Después de que toda la humanidad se convierte en piedra en 2019, y tras haber pasado 3700 años, Senku Ishigami se libera de la petrificación el 1 de abril de 5738. Su mejor amigo Taiju logró librarse el 5 de octubre del año 5738. Todos los arcos del manga suceden desde este punto.

- La serie animada YAT Anshin! Uchuu Ryoukou ésta ambientada en el año 5808.

## Efemérides
- 11 de septiembre del 5001: se cumplen 3000 años del atentado de las torres gemelas.

- Datos: Q610230